# 紫色的水晶
《紫色的水晶》是歌手黃鶯鶯於1984年發行的國語專輯。專輯的概念性編排、曲風和對開式的唱片封面在當年的國語樂壇都算得上是極有創意的嘗試。

## 曲目
黑膠唱片版本

第一面

1. 序曲 54"
編曲：陳志群
2. 佇立 3' 45
詞：連水淼
曲：羅萍
編曲：張定元
3. 出現 4' 16
詞：連水淼
曲：童安格
編曲：張定元
4. 無悔的謊言 3' 16
詞曲：鄭華娟
編曲：Eddie Marzuki
5. 獨夜思 4' 43
詞曲：林斐如
編曲：陳志群
6. 記憶...由愛開始 4' 37
詞：連水淼
曲：童安格
編曲：張定元
黃鶯鶯、馬兆駿合唱

第二面

1. 飲一個秋 4' 12
詞曲：林斐如
編曲：陳志群
2. 炎夏的夢 4' 24
曲：Noel Quinlan
詞：卡龍、楓頌
3. 歲月與哀愁 4' 10
詞曲：陳曉樓
編曲：陳志遠
4. 星夜的聯想 3' 20
詞曲：姚凱祿
編曲：張定元
5. 含笑 5' 15
曲：Chris Vadham
詞：何重立、楓頌